# Evika Siliņa
Evika Siliņa, née le 3 août 1975 à Riga, est une femme politique lettonne, membre d'Unité. Elle est Première ministre de Lettonie depuis le 15 septembre 2023.
Après une carrière d'avocate, elle est secrétaire parlementaire, d'abord au ministère de l'Intérieur, puis auprès du Premier ministre Arturs Krišjānis Kariņš. En 2022, celui-ci la nomme ministre du Bien-être social dans son deuxième gouvernement de coalition.
À l'été 2023, elle est proposée par Unité, puis par le président de la République, pour diriger le nouvel exécutif, à la suite de la démission d'Arturs Krišjānis Kariņš. Elle met sur pied une coalition tripartite et remporte, à la mi-septembre, la confiance du Parlement.

## Vie privée
Evika Siliņa naît le 3 août 1975 à Riga .
Elle est mariée à Aigars Siliņš et mère de trois enfants.

## Carrière professionnelle
Après des études à l'université de Lettonie, Evika Siliņa est avocate entre 2003 et 2012. Elle est ensuite conseillère juridique au ministère letton de l'Intérieur entre 2011 et 2013, puis secrétaire parlementaire du ministère jusqu'en 2019, après quoi elle est mutée, pour le même poste, auprès du Premier ministre, Arturs Krišjānis Kariņš.

## Parcours politique

### Ministre du Bien-être social
Candidate aux élections législatives du 1er octobre 2022 dans la circonscription de Vidzeme, Evika Siliņa est élue à la Saeima avec plus de 4 000 voix de préférence, le troisième meilleur score parmi les candidats de Nouvelle Unité (JV).
Lors de la formation du gouvernement Kariņš II, deux mois plus tard, elle est nommée ministre du Bien-être social.

### Première ministre
Arturs Krišjānis Kariņš révèle le 14 août 2023 son intention de démissionner, évoquant des désaccords au sein de sa coalition en ciblant nommément les deux alliés de son parti. Deux jours plus tard, le conseil de la Nouvelle Unité soutient, à l'unanimité, la candidature d'Evika Siliņa comme candidate à la direction du gouvernement. À la suite d'un entretien le 24 août avec le président de la République, Edgars Rinkēvičs, elle est chargée par ce dernier de former un nouvel exécutif.
Le 1er septembre, la formatrice indique qu'elle a l'intention de forger une nouvelle majorité parlementaire avec l'Union des verts et des paysans (ZZS) et Les Progressistes (P). Elle dévoile douze jours plus tard la composition du nouveau gouvernement, dans lequel JV compte sept ministères, ZZS quatre et P trois, Arturs Krišjānis Kariņš étant rappelé comme ministre des Affaires étrangères.
La nouvelle équipe ministérielle obtient la confiance des députés le 15 septembre par 53 voix pour et 39 voix contre, bénéficiant en effet de la voix d'un député indépendant en plus des 52 députés de la nouvelle coalition. Evika Siliņa est, après Laimdota Straujuma entre 2014 et 2016, la deuxième femme à occuper le poste de Première ministre de Lettonie.